# Willamette (fiume)
Il Willamette è un fiume dell'Oregon, Stati Uniti, importante affluente di riva sinistra del fiume Columbia. Il suo corso ha un andamento sud-nord tra le due catene montuose dell'Catena Costiera dell'Oregon e della Catena delle Cascate. Nel suo bacino si trovano due terzi della popolazione dello stato, in particolare la capitale Salem e la principale città Portland.